# Satomi Hanamura
Satomi Hanamura (花村怜美?, Hanamura Satomi; 3 luglio 1984) è un'attrice, doppiatrice e cantante giapponese.
Frontwoman del duo pop Sorachoco, è conosciuta soprattutto per aver doppiato Yuka Nakagawa in Battle Royale e un personaggio secondario in Galaxy Angel Rune.

## Biografia
Nata a Tokyo nel 1984, Satomi Hanamura sviluppa un grande talento per la recitazione che la porterà a diventare un'attrice di teatro molto stimata. Dagli anni novanta è inoltre la leader del complesso pop Sorachoco, autori di canzoni dal grande successo in Asia, ma accolte tiepidamente in Europa. Famosissima in Asia e soprattutto nel Sol Levante, riesce ad attirare l'attenzione del veterano Kinji Fukasaku, che la scrittura per il ruolo di Yuka Nakagawa in Battle Royale, una feroce satira sulla competitività eccessiva del governo giapponese, del sistema scolastico e dell'ignoranza e caduta morale dei giovani.

## Ruoli interpretati
- Battle Royale (Yuka Nakagawa)
- 5 cm al secondo (Kanae Sumita)
- Fuujin monogatari (Miki)
- Galaxy Angel Rune (Anise Azeat)
- Happy World! (Elle)
- Kenkō zenrakei suieibu umishō (Akira Koshiba)
- Minami no shima no chiisana hikouki birdy (Phin)
- Mushishi (Sane)
- Phoenix Wright: Ace Attorney - Spirit of Justice (Maya Fey)
- Project X Zone 2 (Maya Fey)
- School Rumble Ni Gakki (Ayano Kinugawa)
- Tokyo Magnitude 8.0 (Mirai Onosawa)